# Tipula dikchuensis
Tipula dikchuensis är en tvåvingeart som beskrevs av Edwards 1932. Tipula dikchuensis ingår i släktet Tipula och familjen storharkrankar. Inga underarter finns listade i Catalogue of Life.